# G20 rozvojových zemí

zelená – současní členové
oranžová – bývalí členové

G20 rozvojových zemí je uskupení 23 států z rozvojových regionů, které se zformovalo během 5. Ministerské konference WTO v Cancúnu v Mexiku. Tato konference probíhala v rámci takzvaného Katarského kola (též Kolo z Dohá) věnujícího se jednání o bariérách obchodu mezi členskými státy WTO. Na této konferenci se projednávala mimo jiné i zemědělská politika, která pro mnoho rozvojových států představuje politicky i sociálně citlivé téma.

## Členské státy
Členství v koalici je s průběhem času proměnlivé. Název tedy neodpovídá skutečnému počtu státu v koalici, ale vybrán na počest dokumentu, který byl těmito státy podepsán 20. 8. 2003. Současnými členy koalice jsou: Argentina, Bolívie, Brazílie, Chile, Čína, Egypt, Filipíny, Guatemala, Indie, Indonésie, Jihoafrická republika, Kuba, Mexiko, Nigérie, Pákistán, Paraguay, Tanzanie, Thajsko, Uruguay, Venezuela. Mezi bývalé členy uskupení patří Ekvádor, Kolumbie, Kostarika, Peru, Salvador a Turecko.
Členské státy tohoto uskupení zahrnují asi 58 % světové populace, neboli 4,33 miliardy obyvatel. Tyto státy také zahrnují 26,4 % obyvatelné plochy a 26% světového exportu zemědělských produktů. G20 rozvojových zemí také představuje 69 % světových samozásobitelských farmářů. Uskupení také někdy bývá nazýváno jako G4 + a to kvůli dominantní roli, kterou v uskupení sehrávají Brazílie, Indie, Jihoafrická republika a Čína.

## Formování koalice
Koalice 20 rozvojových států vznikla krátce před zahájením konference v reakci na 2 dokumenty. Prvním z nich byl dokument vydaný Evropskou komisí, který shrnoval požadavky evropských států ohledně zemědělské politiky pro nastávající jednání. Dokument obsahoval návrh EU, aby země WTO snížily dovozní cla o 36 %, snížily vývozní dotace o 45% a aby odstranily vývozní dotace na pšenici, olivový olej a tabák. Návrh obsahoval také opatření, která měla zvýhodňovat rozvojové země. Bohaté země měli také poskytnout nulové clo na 50 % dovozů z rozvojových zemí.
O dva dny později, tedy 18. 12. 2002, byl WTO vydán Harbinsonův dokument (tzv. Harbinson Overview Paper), který představoval výchozí postoje WTO pro následnou konferenci v Cancúnu. Věnoval se hlavně problematice přístupu na trh, vývozní konkurenci a domácí podpoře. Jedna sekce také byla věnována skupině nejméně rozvinutých států světa. Dokument zmiňoval, že mezi členskými státy WTO panuje významná shoda, že pro rozvojové státy by neměly platit redukované závazky v rámci společných obchodních pravodel členských států. Posledním krokem, který ještě více motivoval státy G20 rozvojových zemí k utvoření koalice bylo společné prohlášení států Evropské unie a USA o společném postoji pro následná jednání o zemědělské politice ve WTO. Rozvojové státy se obávaly, že budou na jednání upozaděny jejich zájmy a že bude v závěru přijat dokument vycházející z požadavků EU a USA, který by pro ně byl velmi nevýhodný.
V reakci na předchozí události podepsaly Brazílie, Indie a Jihoafrická republika 6. června 2003 společnou deklaraci známou jako Brasilia Declaration. Tato deklarace byla podepsána ministry zahraničních věcí z jednotlivých zemí, kteří vyjádřili lítosti nad tím, že hlavní obchodní partneři (EU a USA) stále směřují k protekcionismu ve svých méně konkurenceschopných obchodních oblastech. Také prohlásili, že doufají, že v nadcházejících jednáních dojde ke zvratu těchto protekcionistických politik a dalších praktik zamezujících obchodu.
V červnu 2003 se konalo menší jednání, předběžné, v Egyptě. Na těchto jednáních se G20 začala tvořit. Hlavní roli při tvoření koalice sehrála Brazílie, která v ní viděla příležitost k diverzifikaci své exportní ekonomiky, a to zejména prostřednictvím navýšení obchodu s rozvojovými zeměmi na jihu. Byl to způsob, jak mohla podpořit svůj ekonomický růst.

## 5. Ministerská konference v Cancúnu a její výsledky
Konference probíhala ve dnech 10. až 14. září 2003 v Cancúnu v Mexicu. Během jednání proti sobě stálo uskupení G20 rozvojových zemí a koalice EU-USA spolu s některými členy Cairns Group. Mnoho zemí se během jednání snažilo o rozpad G20, ale uskupení vydrželo. Z koalice během konference odešla pouze delegace jedné země, na druhou stranu delegace Nigérie přistoupila. Po skončení konference se ještě několik států rozhodlo uskupení opustit, nicméně Tanzanie a Zimbabwe naopak přistoupily. Z pohledu WTO se 5. ministerská konference jevila jako selhání, neboť nebyl přijat žádný závěrečný dokument. Z pohledu zemí G20 rozvojových států se ale jednalo o úspěch, neboť uskupení přetrvalo a dokázalo zabránit přijetí dokumentu, který by byl pro ně nevýhodný. G20 se také stala významným aktérem při jednáních o zemědělské politice ve WTO a jejich postoje měly být i následně brány v úvahu při přijímání jakéhokoliv dokumentu k této problematice.